# كلوديا ليليانا غونزاليس
كلوديا ليليانا غونزاليس (بالإسبانية: Claudia Liliana González)‏ هي ممثلة كولومبية، ولدت في 1969 بكالي في كولومبيا.

## أعمال

### أفلام
- (2007) الحب في زمن الكوليرا[3]

## وصلات خارجية
- كلوديا ليليانا غونزاليس على موقع IMDb (الإنجليزية)